# Monument aux morts de Saint-Lary-Soulan
 (signalé en mai 2025).
Si vous disposez d'ouvrages ou d'articles de référence ou si vous connaissez des sites web de qualité traitant du thème abordé ici, merci de compléter l'article en donnant les références utiles à sa vérifiabilité et en les liant à la section « Notes et références ».
- Archive Wikiwix
- Bing
- Cairn
- DuckDuckGo
- E. Universalis
- Gallica
- Google
- G. Books
- G. News
- G. Scholar
- Persée
- Qwant
- (zh) Baidu
- (ru) Yandex
- (wd) trouver des œuvres sur Wikidata

Le monument aux morts de Saint-Lary-Soulan (Hautes-Pyrénées, France) est consacré aux soldats de la commune morts lors des conflits du XXe siècle.

## Situation
Il est situé sur le parvis de l'église Saint-Bertrand-de-Comminges.

## Historique
La conception du monument est dû à Gaston Martin (Architecte) et la statue est l'œuvre du sculpteur Charles-Henri Pourquet. 
La statue a été érigée à l’origine, en 1935, sur l’actuelle place de la Mairie, comme en témoignent les cartes postales, sur un haut piédestal en pierre. Elle a été transférée lors de l’érection d’un nouveau monument sur la place située devant l’église Saint-Bertrand-de-Comminges en 2015.

## Description
Le monument se compose d'un piédestal sur lequel se dresse la statue qui représente un poilu nommé La Résistance. La statue représente un poilu, qui se tient debout, la tête haute, le pied gauche en avant, tenant son fusil à l'horizontale à deux mains, la crosse à sa droite.
Sur la stèle on y trouve 10 noms de soldats morts pour la France sont gravés sur une stèle en granit. Au pied de celle-ci, une plaque en granit poli a été fixée sur une marche, en hommage et reconnaissance à tous ceux qui sont morts pour la France.

## Galerie

Sélection de vues du monument aux morts municipal.
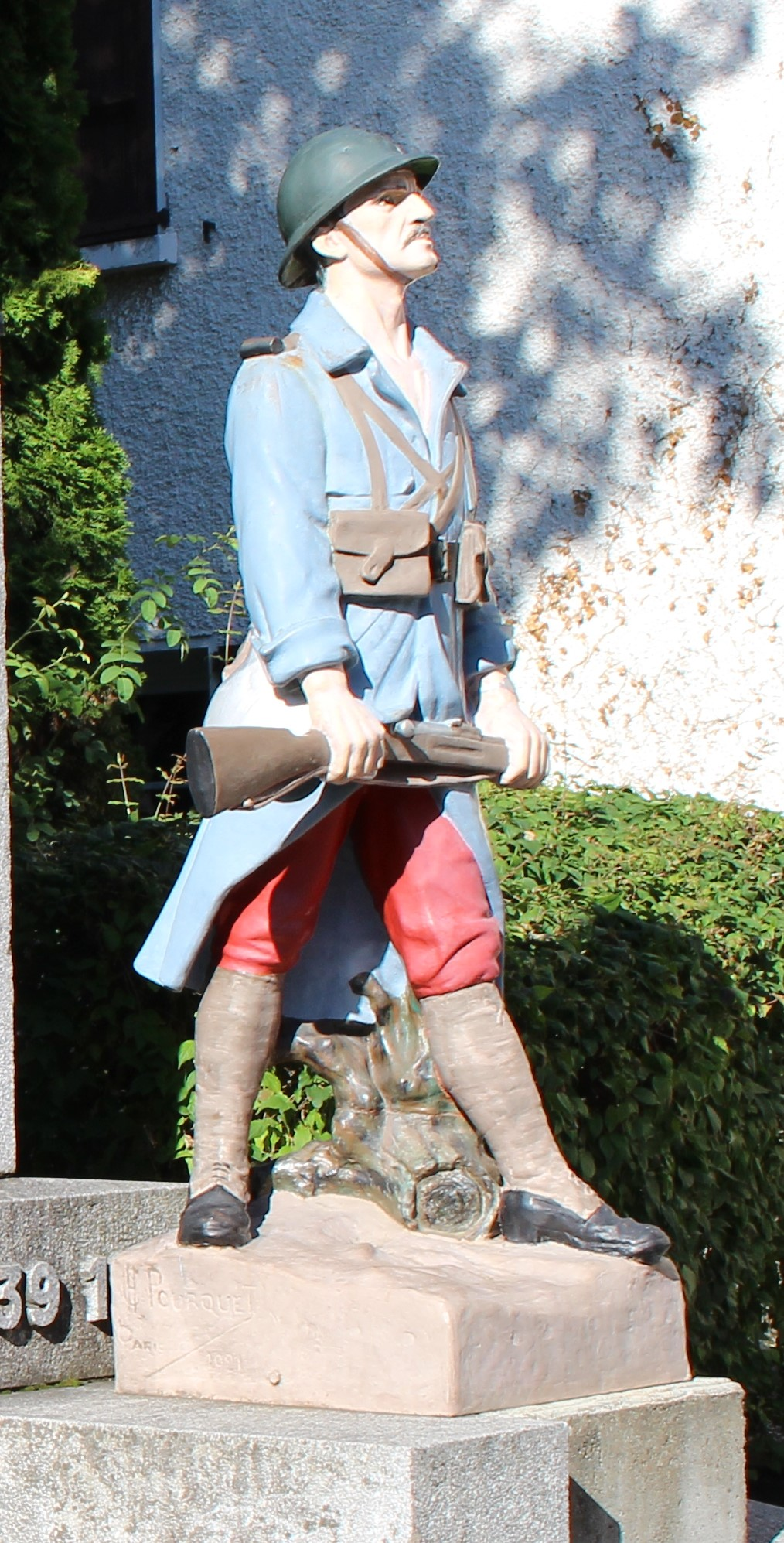
La Résistance.
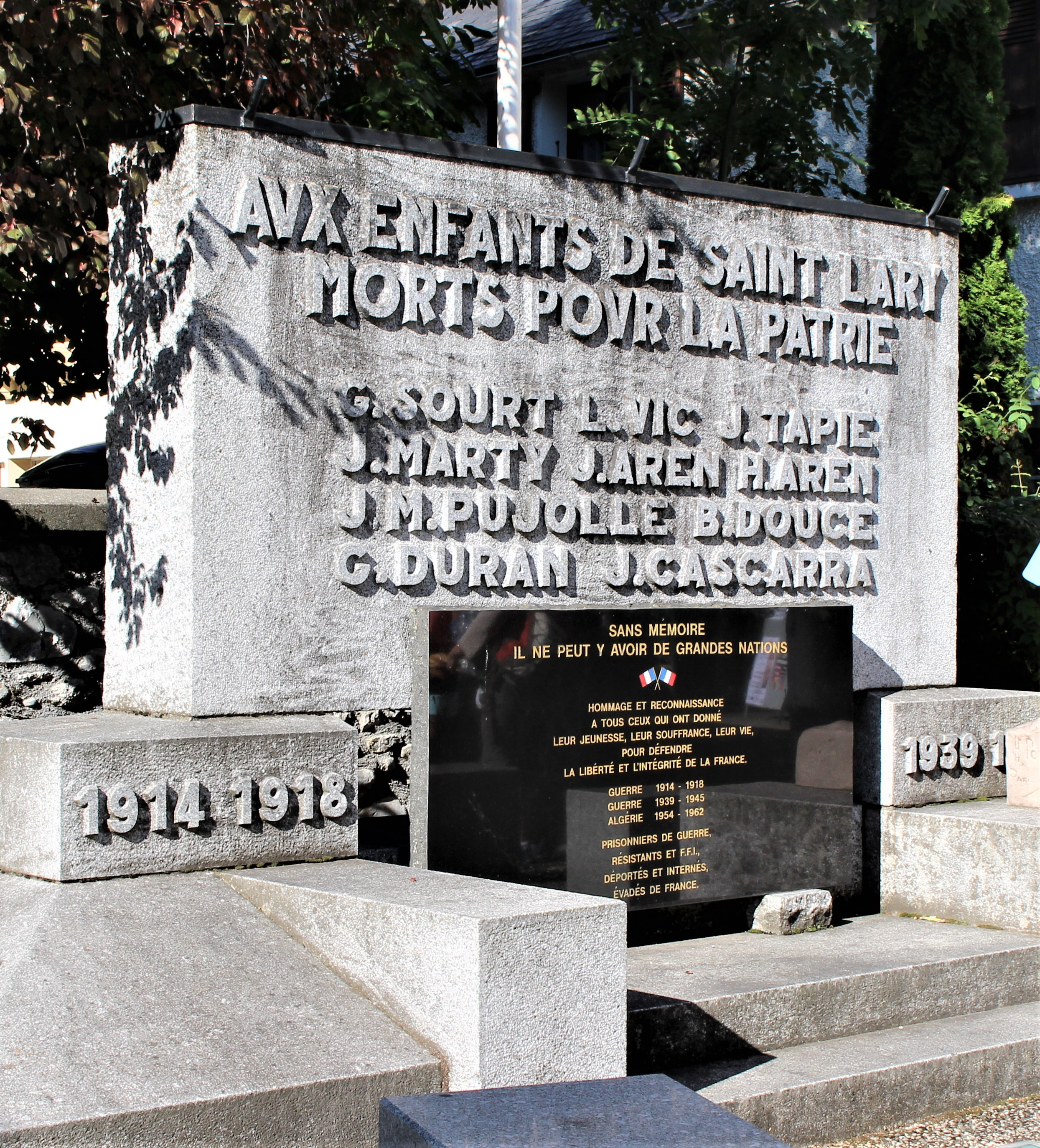
La stèle.
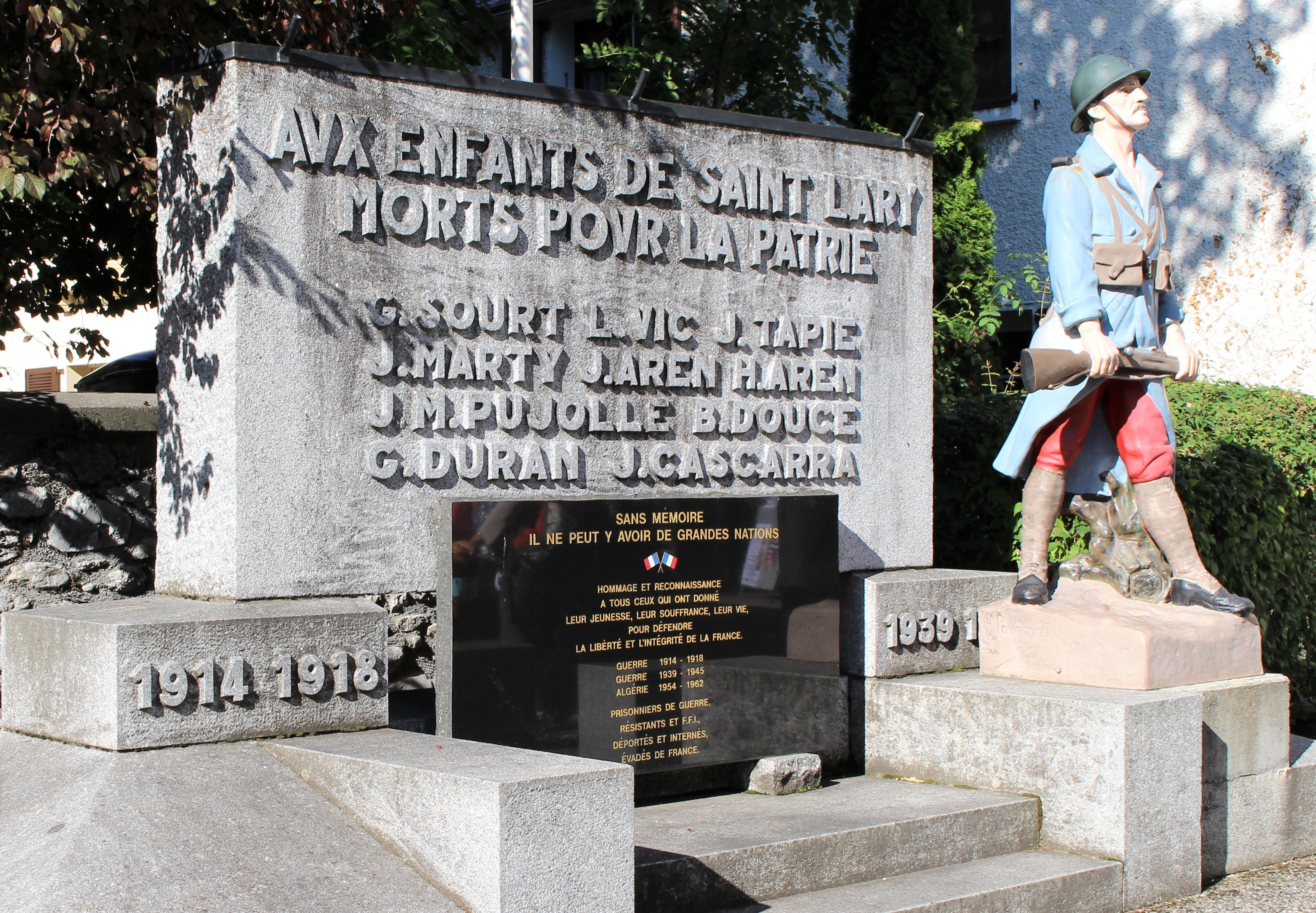
Le monument.